# Бердорф
Бердорф (люкс. Bäerdref, фр. Berdorf) — коммуна в Люксембурге, располагается в округе Гревенмахер. Коммуна Бердорф является частью кантона Эхтернах. В коммуне находится одноимённый населённый пункт.
Население составляет 1600 человек (на 2008 год), в коммуне располагаются 465 домашних хозяйств. Занимает площадь 21,93 км² (по занимаемой площади 44 место из 116 коммун). Наивысшая точка коммуны над уровнем моря составляет 384 м. (74 место из 116 коммун), наименьшая 165 м. (13 место из 116 коммун).

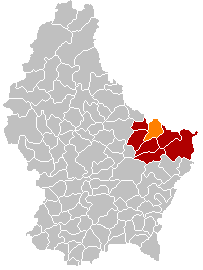
Оранжевый цвет — коммуна Бердорф, красный — кантон Эхтернах.